# Charlie Puth
Charles Otto "Charlie" Puth Jr., född 2 december 1991 i New Jersey, är en amerikansk sångare, låtskrivare och musikproducent. Hans debutsingel "Marvin Gaye" blev etta på topplistorna i Australien, Nya Zeeland, Irland och Storbritannien och hamnade också på plats 21 på US Billboard Hot 100. Hans första studioalbum Nine Track Mind släpptes i januari 2016. Sen dess har Puth släppt två album, Voicenotes och CHARLIE.
Puth är troligtvis mest känd för sitt samarbete med rapparen Wiz Khalifa på singeln See You Again som medverkade i filmen Fast & Furious 7. Låten skrevs som hyllning till skådespelaren Paul Walker, som dog i en bilolycka innan filmen var färdiginspelad.

## Bakgrund
Puth slog igenom via YouTube, där han la upp covers och egna skämtsamma låtar. Några av dessa videos finns än idag kvar där, men har blivit återuppladdade av andra kanaler efter att Puth själv tagit bort dem. Efter att ha medverkat i Ellen DeGeneres Show, och under en kort tid även varit signad av hennes skivbolag eleveneleven, signades han av Atlantic under 2015.
Puth har så kallad Perfect Pitch, eller på svenska absolut gehör, vilket innebär att han kan höra och identifiera tonhöjder utan någon referenston.

## Diskografi[9][10]

### Studioalbum
| År   | Titel           |
| ---- | --------------- |
| 2016 | Nine Track Mind |
| 2018 | Voicenotes      |
| 2022 | CHARLIE         |

### EPs
- 2010 – The Otto Tunes
- 2013 – Ego
- 2015 – Some Type of Love

### Singlar
| År   | Titel                                                                                | Album/EP                                    |
| ---- | ------------------------------------------------------------------------------------ | ------------------------------------------- |
| 2015 | Marvin Gaye (med Meghan Trainor)                                                     | Nine Track Mind                             |
| 2015 | One Call Away                                                                        | Nine Track Mind                             |
| 2016 | We Don't Talk Anymore (med Selena Gomez)                                             | Nine Track Mind                             |
| 2017 | Attention                                                                            | Voicenotes                                  |
| 2017 | How Long                                                                             | Voicenotes                                  |
| 2018 | Done for Me (med Kehlani)                                                            | Voicenotes                                  |
| 2018 | Change (med James Taylor)                                                            | Voicenotes                                  |
| 2018 | The Way I Am                                                                         | Voicenotes                                  |
| 2019 | I Warned Myself                                                                      | kasserat tredje album                       |
| 2019 | Mother                                                                               | kasserat tredje album                       |
| 2019 | Cheating on You                                                                      | kasserat tredje album                       |
| 2020 | Girlfriend                                                                           | fristående singel                           |
| 2020 | Free                                                                                 | Disney's "The One and Only Ivan" Soundtrack |
| 2020 | Hard on Yourself (med blackbear)                                                     | fristående singel                           |
| 2022 | Light Switch                                                                         | CHARLIE                                     |
| 2022 | That's Hilarious                                                                     | CHARLIE                                     |
| 2022 | Left & Right (med JungKook från BTS)                                                 | CHARLIE                                     |
| 2022 | Smells Like Me                                                                       | CHARLIE                                     |
| 2022 | I Don't Think That I Like Her                                                        | CHARLIE                                     |
| 2022 | Charlie Be Quiet!                                                                    | CHARLIE                                     |
| 2023 | That's Not How This Works (med Dan + Shay, alternativ version med Sabrina Carpenter) | TBA                                         |
| 2023 | Lipstick                                                                             | TBA                                         |

### Låtsamarbeten
| År   | Titel           | Artister                                    | Album/EP                     |
| ---- | --------------- | ------------------------------------------- | ---------------------------- |
| 2015 | See You Again   | Wiz Khalifa & Charlie Puth                  | Fast & Furious 7: Soundtrack |
| 2017 | Nobody 2016     | Lotus & Ricky Dillon feat. Charlie Puth     | inget album                  |
| 2019 | Easier - Remix  | 5 Seconds of Summer feat. Charlie Puth      | inget album                  |
| 2020 | I Hope - Remix  | Gabby Barrett feat. Charlie Puth            | Goldmine                     |
| 2020 | Summer Feelings | Lennon Stella & Charlie Puth                | Scoob! The Album             |
| 2020 | Upside Down     | JVKE feat. Charlie Puth                     | inget album                  |
| 2020 | Is It Just Me?  | Sasha Alex Sloan feat. Charlie Puth         | inget album                  |
| 2021 | After All       | Elton John & Charlie Puth                   | The Lockdown Sessions        |
| 2022 | Obsessed        | Calvin Harris feat. Charlie Puth & Shenseea | Funk Wav Bounces vol.2       |
| 2023 | Angel, Pt. 2    | JVKE, Jimin, Charlie Puth & Muni Long       | "Fast X" Soundtrack          |